# Lista över kärnteknik och strålningsincidenter
Listan över kärntekniks- och strålningsincidenter anger anläggning, delstat och land samt (inom parentes) INES-nivå.

## 1950-talet
- Chalk River, Kanada, 1952, (5)
- Kyschtym, Ryska SFSR, Sovjetunionen, 1957, (6)
- Windscaleolyckan, Storbritannien, 1957
- Simi Valley, Kalifornien, USA
- Knoxville, Tennessee, USA

## 1960-talet
- Idaho Falls, Idaho, USA, 1961, (-)
- Charlestown, Rhode Island, (-)
- Monroe, Michigan, USA, (-)
- Lucens, Schweiz, (-)
- Rocky Flats, Colorado, (-)
- Ågestaverket, Sverige, 1969, (-)

## 1970-talet
- Leningrad (St Petersburg), dåvarande Sovjetunionen 1975.
- Jaslovské Bohunice, Tjeckoslovakien, 1977, (4)
- Greifswald, dåvarande Östtyskland, (-)
- Browns Ferry, Alabama, USA, (-)
- Three Mile Island, Pennsylvania, USA, 1979, (5)

## 1980-talet
- Saint-Laurent, Frankrike, 1980, (4)
- Tsuruga, Japan, 1981 (2)
- Buenos Aires, Argentina, 1983, (-)
- Gore, Oklahoma, USA, (-)
- Tjernobyl, Ukrainska SSR, Sovjetunionen, 1986, (7)
- La Hague, Frankrike, (-)
- Decatur, Georgia, USA, (-)
- Vandellós 1, Spanien, 1989, (3)

## 1990-talet
- Sewersk, Tomsk, 1993, Ryssland (4)
- Tōkai-mura, Japan, 1999
- Blayais, Frankrike

## 2000-talet
- Paks, Ungern, 2003, (3)
- Sellafield, Storbritannien, läckage i upparbetningen vid Thorp, 2005, (3)
- Atucha, Argentina, 2005, (2)
- Braidwood, Illinois, USA, 2005, (-)
- Fleurus, Belgien, 2006, (4)
- Forsmark, Sverige, 2006, (2)
- Erwin, USA, 2006, (-)

## 2010-talet
- Fukushima 1, Japan, 2011, (7)
- Onagawa, Japan, 2011
- Zaporizjzja, Ukraina, 2014, (?) [1]